# Bobești (okręg Vaslui)
Bobești – wieś w Rumunii, w okręgu Vaslui, w gminie Duda-Epureni. W 2011 roku liczyła 147 mieszkańców.